# امیر صادقی
امیر صادقی (متولد ۱۳۳۰ در اصفهان) شاعر و شاهنامه‌خوان ایرانی و بنیان‌گذار پیام‌سرای فردوسی است. وی که با لقب «پسر فردوسی» نیز شناخته می‌شود بیش از چهل سال پیرامون شاهنامه پژوهش کرده و با رویکرد نوینش در این موضوع توانسته سبک جدیدی را با نام «روایتگری شاهنامه» ایجاد و معرفی کند.

## زندگی
امیر صادقی در سال ۱۳۳۰ در «میدان کهنه» اصفهان به دنیا آمد. علاقه به شاهنامه را از طریق مادرش و در سن ۶ سالگی به‌دست آورد. مادرش از قوم بختیاری بود و بر اساس سنت میان بختیاریها بسیاری از بیتهای شاهنامه را از حفظ داشت.
این آشنایی در طی سال‌های نوجوانی و جوانی وی نیز ادامه یافت بطوریکه بعدها و پس از درگذشت مادرش اراده‌ای قوی برای دنبال کردن شاهنامه به صورت تخصصی پیدا کرد. مهارت امیر صادقی به ورزش قهرمانی و هنرهای رزمی همچون کوهنوردی و کاراته نشان از روحیه حماسی ایشان دارد که در این زمینه نیز سال‌ها فعالیت مستمر داشته‌است.

## شعر
امیر صادقی از شاعران معاصر و صاحب سبکی است که به جهت علاقه اش به فردوسی عموماً بر وزن شاهنامه شعر می‌سراید. از ویژگی‌های سبک شعری او می‌توان به بداهه گویی‌هایش اشاره نمود که اتفاقها و رخدادهایی که در آن حضور دارد را به صورت بداهه و زنده همانند صورتجلسه‌ای به نظم درمی‌آورد.
در میان شعرهای او شعرهای «صلح» و «آرش» از شهرت بیشتری برخوردار هستند.

## نوآوری
شیوه اجرا و خوانش شعر شاهنامه از سوی وی متفاوت از سبک نقالی بوده و از آن به روایتگری شاهنامه نام برده می‌شود. در این نوع اجرا که همخوانی بیشتری با حالتها و رفتارهای امروزی جامعه دارد، حماسه و قدرت سخن فردوسی نمایان بیشتری داشته و توجه بر مفهوم شعر بوده و حرکت‌های بدن کمتری نسبت به شیوه نقالی دارد. از اینرو این شیوه اجرا توانسته با استقبال بهتری در محفلهای علمی و دانشگاهی داخل و خارج مواجه شود.
امیر صادقی در پی سال‌ها تلاش، با هزینه شخصی و بدون دریافت کمک‌های مالی یا معنوی از نهادهای دولتی یا خصوصی توانست فردوسی سرای ایران را در محله نظام آباد تهران تأسیس کند. اکنون پیام سرای فردوسی با برگزاری کلاسهای رایگان و مختلف آموزشی، تخصصی‌ترین مرکز آموزشی شاهنامه فردوسی در ایران می‌باشد. وی در این مرکز بیشترین توان خود را برای آموزش به جوانان اختصاص داده و تلاش می‌کند که این هنر را که از نیاکان ایرانیان به‌جای مانده را برای آیندگان حفظ کند.

## اجراها
ایشان در طی این سال‌ها اجراهای بسیاری در انجمنهای فرهنگی مختلف داخلی و خارجی داشته‌است که در میان می‌توان از اجراهای در سازمان میراث فرهنگی، دائرةالمعارف بزرگ اسلامی، کتابخانه ملی ایران، کنگره بزرگداشت فردوسی، جشنواره موسیقی فجر، تالار وحدت و خانه هنرمندان همکاری داشته‌است.

### اجراهای خارج از کشور
ایشان به عنوان برجسته‌ترین شاهنامه خوان ایرانی از سوی پژوهشکده مردم‌شناسی میراث فرهنگی به سازمان یونسکو معرفی شد و در جشنواره جهانی هنرهای مردمی، برگزار شده در تابستان سال ۱۳۸۷ و در کشور ژاپن شرکت کرد.
امیر صادقی با سفر به کشورهای آمریکا، آلمان، فرانسه، هندوستان، گرجستان، تاجیکستان و امارات متحده عربی به معرفی و روایتگری شاهنامه فردوسی پرداخته‌است. در این اجراها که همواره با استقبال چشمگیری همراه بوده، مورد قدردانی و سپاس نیز قرار گرفه است.

### اجراهای در صدا و سیمای ایران
امیر صادقی در صدا و سیما برنامه‌های متعددی اجرا کرده که برخی از آن‌ها چنین است:
- برنامه در جستجوی سیمرغ شبکه صدای آشنا
- اجرای رادیویی برون مرزی در رادیو فرهنگ
- اجرای تلویزیونی در برنامه تصویر زندگی

## آثار
- از خاک تا خاک، برگزیده‌ای از سخنان گهربار و پندآموز حکیم ابوالقاسم فردوسی طوسی. نشر خوشه ۱۳۷۵[۱۷]
- به پاکی خورشید، زندگی و مرگ سیاوش به روایت حکیم ابوالقاسم فردوسی. همراه با لوح فشرده صوتی. انتشارات سرای مهر ۱۳۸۲[۱۸]
- مشاعره با شاهنامه. انتشارات بهنامی ۱۳۹۴

## افتخارها
- دریافت حکم استادی شاهنامه خوانی ایران در سال ۱۳۸۳
- دریافت درجه دکترای شاهنامه خوانی از سوی وزارت فرهنگ و ارشاد و سازمان میراث فرهنگی در سال ۱۳۸۷

## شاگردان
وی با هدف سرمایه‌گذاری بر روی نسل آینده تعداد بیشتر شاگردانش را به خردسالان و نوجوانان اختصاص داده‌است. در این میان علاقه و مشارکت خانمها در فراگیری شاهنامه بیشتر از آقایان بوده‌است. از آن میان می‌توان به خانمها «سامره مفتون»، «مینا منصوری والا» و «فرنگیس طوسی» و «مریم نصیری پور مژدهی» اشاره کرد.

## دیدگاه
- امیر صادقی فردوسی را سرمایه بشریت می‌داند که مثل خورشید به تمامی جهان تابیده و راه کمال را به انسان‌ها نشان می‌دهد.
- فردوسی صدها سال پیش از گالیله به چرخنده بودن زمین اشاره می‌کند و این مطلب از پیشگویی‌های علمی شاهنامه است.[۲۰]
- در شاهنامه و در زمان به دنیا آمدن رستم که با سختی همراه هست، فردوسی اشاره می‌کند که سیمرغ راه زایمان غیرطبیعی را آموزش می‌دهد که از جراحی از سمت پهلو می‌باشد. سال‌ها بعد جولیو سزار که از این طریق به دنیا می‌آید این روش را «سزارین» می‌نامند. صادقی پیشنهاد داده‌است که این روش زایمان را «رستمانه» نام‌گذاری کنند که متأسفانه مورد تأیید مجمع پزشکان ایران قرار نگرفته‌است.[۶]
- توجه به شخصیتهای شاهنامه و معرفی آنان در قالب نمایشهای رادیویی و تلویزیونی که در واقع توجه به داشته‌های خودی برای نسل جوان و آینده ایران است.[۴] این اندیشه بر اساس حرکت و پیام فردوسی است که تمامی تلاش خود را در جهت حفظ و بقای زبان و فرهنگ وطنش بکار گرفته‌است تا که آن را از دست مهاجمان و بیگانگان ایمن نگهدارد.[۲۱]